# Oxenstiernska huset

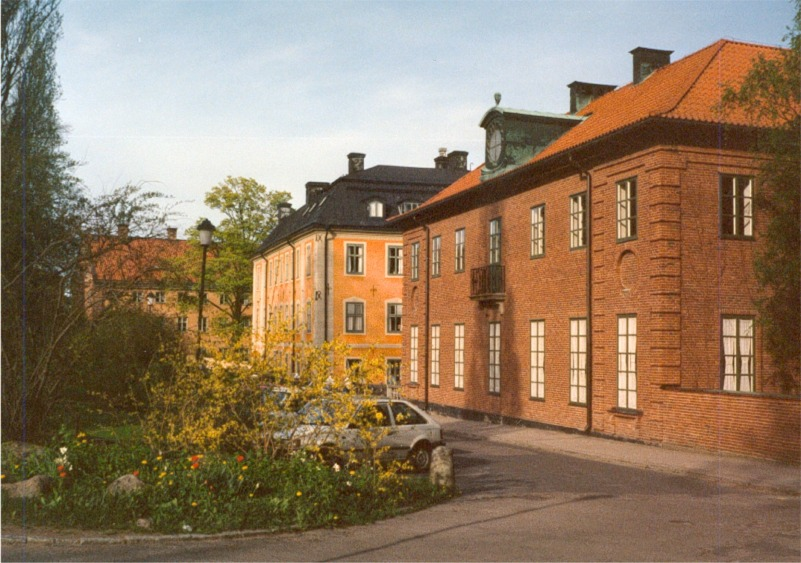
Oxenstiernska huset è l'edificio centrale giallo. Alla sua destra la sede di Värmlands nation.

Oxenstiernska huset è un edificio storico dell'Università di Uppsala. Situato in Fjärdingen, direttamente a sud della cattedrale di Uppsala, ospitò in passato il Nosocomium academicum, divenendo in seguito parte della facoltà di giurisprudenza, ed è oggi noto come Juridicum.
Costruito nel 1664 come residenza di Bengt Gabrielsson Oxenstierna, diplomatico sotto il regno di Carlo XI di Svezia, l'edificio venne acquistato dall'Università di Uppsala nel 1708 per essere adibito ad ospedale universitario (Nosocomium academicum). Linneo fu ivi insegnante di medicina a metà del XVIII secolo. Dopo il trasferimento dell'ospedale nei nuovi locali nel 1867, l'edificio venne usato dall'unione degli studenti, e come redazione di Upsala Nya Tidning.
L'edificio divenne la sede di Värmlands nation fino alla costruzione della nuova sede nel 1930. Negli anni 1980 l'edificio fu oggetto di un esteso restauro e divenne parte della facoltà di giurisprudenza, prendendo il nome di Juridicum.